# Aleš Jiránek

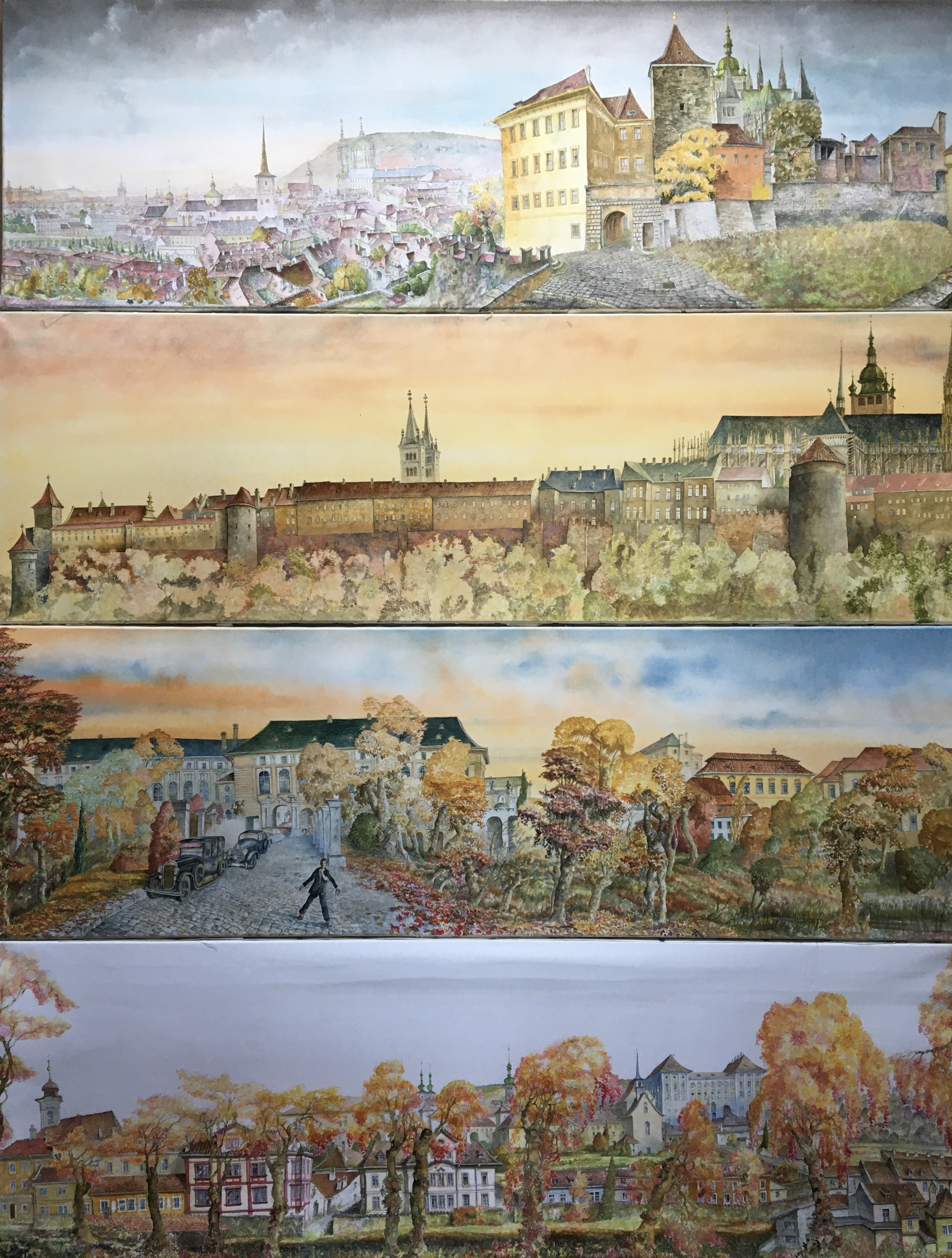
Prague: perspectives mobiles

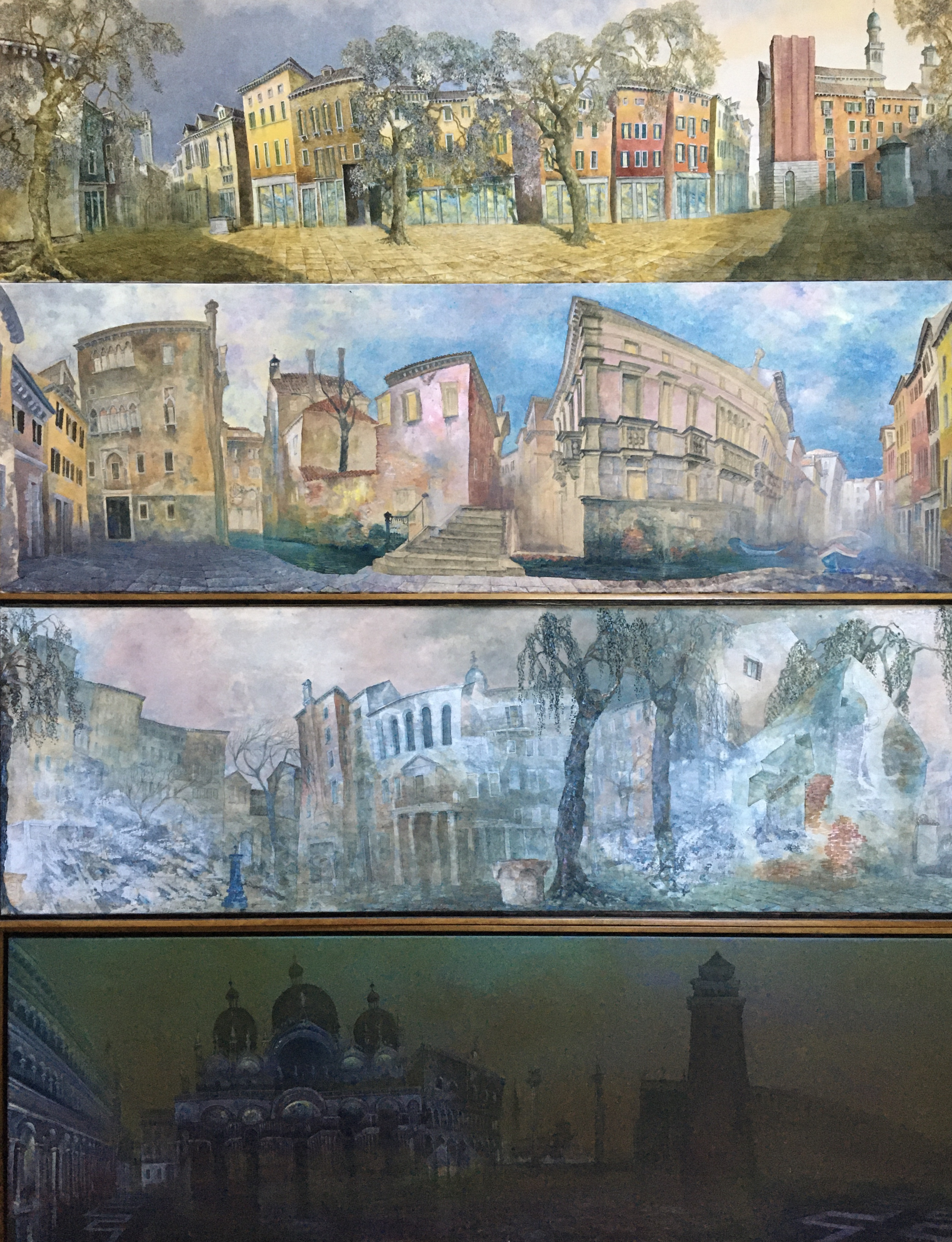
Campieri de Venise

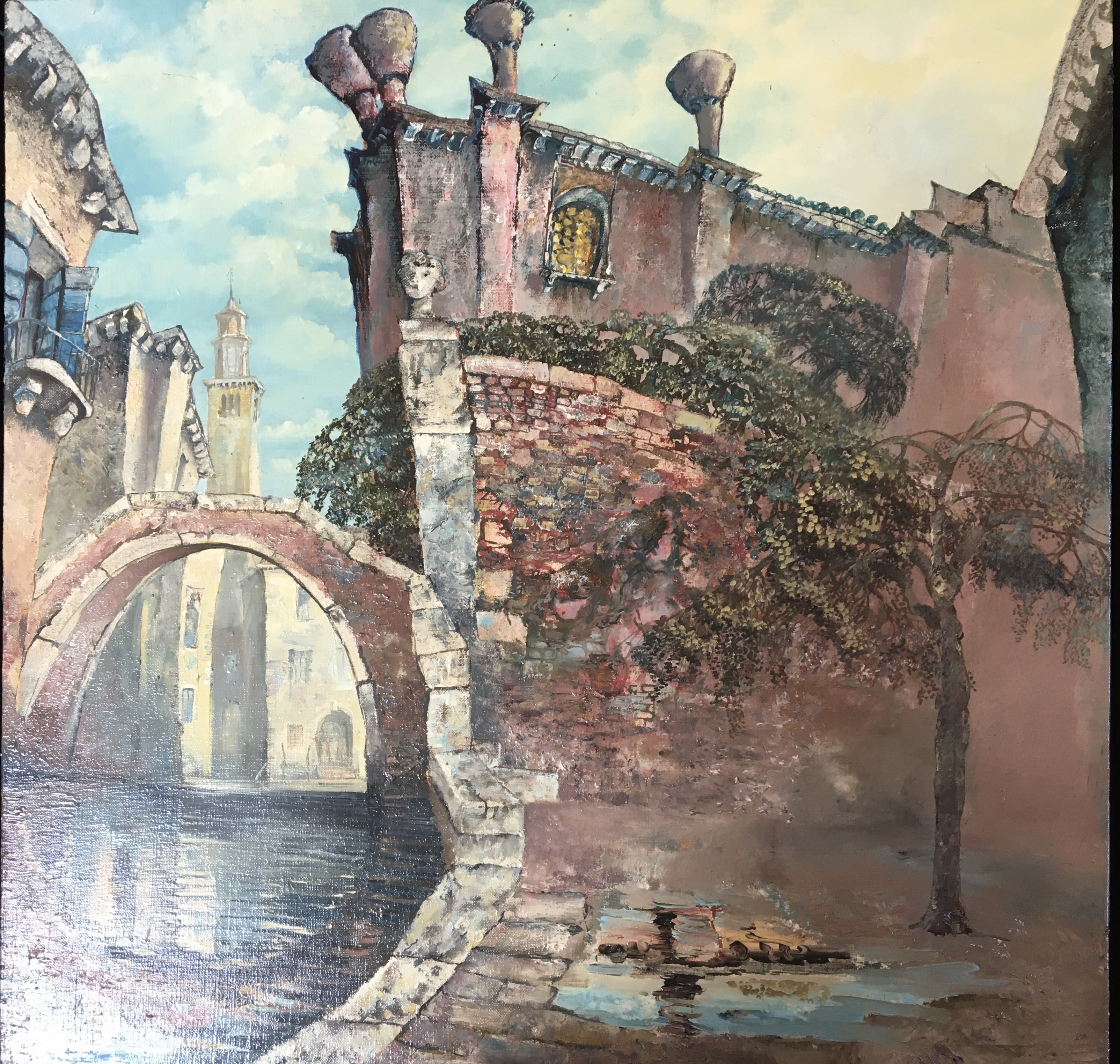
Campiello Barbaro, Venise

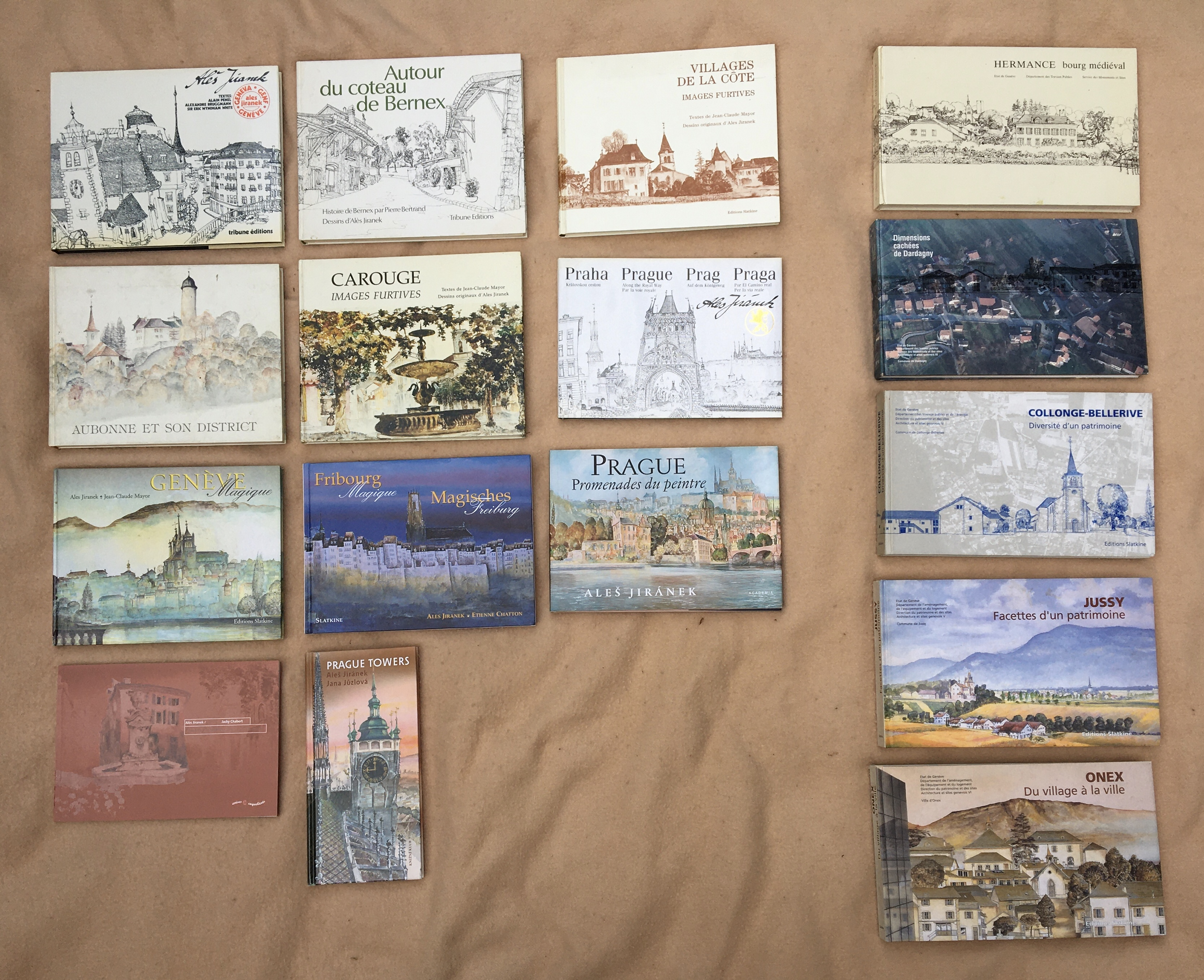
Livres illustrés par Ales Jiranek: la promenade du peintre à gauche, le regard d'architecte à droite

Aleš Jiránek (né à Prague en République tchèque en 1947) est un peintre, auteur d'œuvres liées à des villes. Il réalise des tableaux de rues, de places, d'allées, dans un style très particulier. Bâtiments et maisons sont généralement étirés comme par un objectif grand angle et les couleurs sont vives. Il a mis au point cette technique qu'il appelle la perspective mobile. Elle fonctionne comme une caméra qui se promène librement dans l'espace.
Sa carrière débute au début des années 1970, Aleš Jiránek expose à New York (1974) et Washington (1976). Plusieurs de ses peintures de Prague sont exposées au Monastère de Strahov en République Tchèque.